# Hirasea biconcava
Hirasea biconcava é uma espécie de gastrópode da família Endodontidae.
É endémica do Japão.